# Marcelle Loubchansky
Marcelle Loubchansky est une artiste peintre française née à Paris le 2 juin 1912 et morte dans la même ville le 17 juin 1988,,,. Elle est une figure majeure de l'abstraction lyrique.

## Biographie
Ses études artistiques débutent aux Beaux-Arts et aux Arts déco de Paris, mais sont vite interrompues par la Seconde Guerre mondiale, en 1942, l’obligeant à se réfugier à Cannes, où elle exerce la céramique. Elle pratique activement la peinture abstraite à partir de 1946, dès son retour à Paris  Elle fréquente alors le monde littéraire et artistique de Saint-Germain-des-Prés, notamment le milieu surréaliste où elle est vite remarquée par André Breton, le critique d'art Charles Estienne, et le galeriste Jean Fournier.
Grâce à Camille Bryen, elle expose en 1948 pour la première fois ses toiles à la galerie des Deux-Îles, quai aux Fleurs à Paris. 
La galerie Breteau, qui deviendra une des galeries attitrée du mouvement nuagiste, organisera la même année une exposition de ses œuvres avec un autre peintre, Mandorlo.
Après avoir participé en 1950 au Salon des réalités nouvelles, Marcelle Loubchansky voit sa première exposition personnelle organisée par Suzanne de Coninck à la galerie de Beaune en 1951.
Ses toiles de la première période se caractérisent par une abondance de formes enchevêtrées et quelques graphismes errants, loin encore de la transparence et de la fluidité qu’elle va développer quelques années plus tard. Son activité est alors intense et son audience internationale s’affirme.
Elle figure dans le comité d’organisation du Salon d'octobre de 1952 en compagnie notamment de Jean Degottex, René Duvillier, Alexandre Istrati, Jean Messagier et James Pichette. Elle participe à de nombreuses expositions collectives, en particulier à celle des « Peintres de la nouvelle École de Paris » à la galerie de Babylone en 1952, puis, la même année à Édimbourg dans le groupe Young Painters of École de Paris, à l’initiative du British Council, et, à New York, au musée Solomon R. Guggenheim à l’exposition « Younger European Painters ». Le critique d’art Charles Estienne, promoteur du tachisme, avec qui elle se lie d’amitié, la fait participer à des expositions d’envergure, telles que « La Coupe et l’épée », en mars 1953, en compagnie de Degottex, Duvillier et Simon Hantaï à la galerie À l’Étoile scellée, marquée par le surréalisme défendu par André Breton, puis à la galerie Craven pour l'exposition « Nouvelles propositions du réel ».  

Le surréalisme et le tachisme entretiennent alors une proximité évidente et renvoient à une conception de la peinture à laquelle adhère Marcelle Loubchansky, qui affirme : 

« Le but de la peinture me semble être en premier lieu l’expression de soi-même. De plus, je pense que le surréalisme est un des courants fondamentaux de notre temps. L’abstraction, cependant, est à mon avis un passage nécessaire, comme la synthèse du surréalisme et du classicisme, du contenu et de la forme. »

Une nouvelle exposition personnelle est organisée à la galerie Craven en 1954, année de la rencontre avec Jean Fournier, jeune directeur de la galerie Kléber. Charles Estienne présente le 1er mars 1955 dans cette galerie l'exposition « Alice in Wonderland », où Loubchansky expose au côté de Degottex, Duvillier, Roger-Edgar Gillet, Hantaï, Toyen et Thanos Tsingos.

Lors de son exposition personnelle, dans la même galerie, en 1956, André Breton signe une préface enthousiaste : 

« Nul n’a su comme elle libérer et rendre tout essor à  ces formes issues du sein de la terre et participant à la fois de l’humidité et de la flamme qui attestent une nouvelle gestation. »

Breton poursuivra l'éloge dans Le surréalisme et la peinture  (1957) en décrivant son travail comme " Une bouffée de fraîcheur levée de ses œuvres rend pour elles le pur regard de l’enfance où les prestiges de l’aurore boréale se conjuguent à ceux de la robe couleur du temps ". Breton voit dans la peinture de Loubchansky une résonance particulière avec la lecture qu'il fait des théories de Charles Fourier, nouvelle figure tutélaire du surréalisme.
Lors de cette exposition de 1956 apparaissent déjà ces grandes plages de couleur irisée de lumière, grâce à une technique consistant à faire couler une peinture préalablement diluée à l’essence directement sur la toile et à manipuler celle-ci pour obtenir des zones de nuances et d’ombres d’une grande fluidité, puis en travaillant à la brosse ses couleurs.
À partir de la fin des années 1950, Julien Alvard (en) l’intègre au groupe nuagiste. Elle participe à l’exposition « Le vide et l’obscurité », présenté par Alvard à la galerie Kléber en 1958, mais surtout à l'exposition « Antagonismes » au musée des Arts décoratifs de Paris en 1960. 
Ses peintures des années 1960 sont marquées par un dépouillement et par une communion avec la nature que l’on retrouve dans ses titres L’Avant-aube, Avec le soleil, ainsi que par l’utilisation de couleurs transparentes, avec des roses, des jaunes et toujours des rouges intenses (Espace rouge, 1961). 
À l’exposition personnelle au palais des beaux-arts de Bruxelles, en 1963, les thèmes naturalistes sont également omniprésents, de même qu’à la rétrospective que lui consacre Jean Fournier dans sa nouvelle galerie de la rue du Bac en 1965. Dans sa préface, Geneviève Bonnefoi insiste sur le « sentiment cosmique » qui inspire les toiles de la dernière décennie, version moderne et amplifiée du célèbre « sentiment de la nature » des romantiques.
Elle fait partie de l’exposition nuagiste organisée par Julien Alvard à la saline royale d'Arc-et-Senans en 1966 (La Civilisation des cimes ou Pourquoi nous combattons) avec Frédéric Benrath, René Laubiès, Pierre Graziani, Fernando Lerin et Nasser Assar.
Maryse Haerdi, dans sa préface à l’exposition « Fusion » présentée à la galerie Zodiaque à Genève en 1970, qualifie pour sa part l’œuvre de Marcelle Loubchansky de « peinture d’expression cénesthésique-cosmique ».
Au cours des années 1980, Marcelle Loubchansky participe à de nombreuses expositions collectives, sous l’impulsion notamment de Geneviève Bonnefoi dans le cadre de la collection de l'abbaye de Beaulieu-en-Rouergue, mais aussi dans le cadre d’hommages à Charles Estienne ou à Michel Ragon.
Son décès en juin 1988 interrompt son œuvre. Après le rachat de la moitié de son atelier, la galerie Carole Brimaud présente en 1991 un hommage à l'artiste, qui précède la rétrospective couvrant les années 1950 à 1988 organisée à l'abbaye de Beaulieu-en-Rouergue par Geneviève Bonnefoi en 1992.
Marcelle Loubchansky sut durant toutes ces années renouveler la manière de traiter ses thèmes favoris, ses formes issues du cosmos, de la terre et de l’eau, en créant un langage où les couleurs et la transparence suscitent une tension lyrique indéfinissable.

## Expositions

### Principales expositions personnelles
- 1948 : galerie des Deux-Îles[a], Paris
- 1951 : galerie de Beaune[b], Paris
- 1953 : galerie Ex-Libris, Bruxelles
- 1954 : galerie Craven[c], Paris, préface de Charles Estienne
- 1956 : galerie Kléber[d],[e], Paris, préface d’André Breton
- 1956 : galerie Aujourd’hui, Bruxelles, préface de P. Janlet
- 1957 : galerie Kléber[f], Paris, préface de Renée Beslon
- 1960 : galerie Kléber[g], Paris, préface de Charles Estienne
- 1963 : Palais des Beaux-Arts, Bruxelles, préface de R.V. Gindertael
- 1965 : galerie Fournier[h],[i], Paris, préface de Geneviève Bonnefoi
- 1970 : « Fusion », galerie Zodiaque, Genève, préface de Maryse Haerdi
- 1991 : galerie Carole Brimaud, Paris
- 1992 : abbaye de Beaulieu-en-Rouergue, « Rétrospective 1950-1988 »
- 1993 : mairie du 6e arrondissement de Paris, « Hommage à Marcelle Loubchansky 1917-1988 »
- 2001 : galerie Le Sphinx, Montauban
- 2009 : galerie Carole Brimaud, Paris ; publication d'un catalogue : Marcelle Loubchansky, les moires de la mémoire, 1948-1980, avec reproduction en fac-similé du manuscrit de La Ronde des menhirs, poème de Charles Estienne dédié à Marcelle Loubchansky[5]
- 2009 : galerie Convergences, Paris
- 2014 : « Espaces cosmiques », galerie 53, Paris
- 2017 : galerie Convergences, Paris ; publication d'un catalogue : Effusion colorée

### Expositions collectives (sélection)
- 1948 : « Loubchansky et Mandorlo. Peintures récentes », galerie René Breteau, 70, rue Bonaparte à Paris, 15 avril 1948. Préface de Charles Estienne.
- 1948 « Présente un groupe de peintres non figuratifs. La rose des vents », exposition collective : Bandeira, Boumeester, Bryen, Loubchansky, Marc, Russel, Schöffer, Selim. Vernissage vendredi 8 octobre 1948. Galerie des Deux Îles, 1 Quai aux Fleurs 75004 Paris.
- 1950 : Salon des réalités nouvelles, Paris.
- 1952 : « Peintres de la Nouvelle École de Paris », 15 janvier-2 février 1952, galerie de Babylone, 38, Boulevard Raspail à Paris. Premier groupe : Jean Bazaine, Berçot, Jean Deyrolle, Maurice Estève, Hans Hartung, Hilaireau, André Lanskoy, Charles Lapicque, Jean Le Moal, Alfred Manessier, Richard Mortensen, Jean Piaubert, Édouard Pignon, Serge Poliakoff, Marie Raymond, Gérard Schneider, Surgier, Pierre Soulages, Nicolas de Staël, Pierre Tal Coat, Raoul Ubac, Victor Vasarely, Maria-Elena Vieira da Silva. Secod groupe, vernissage le 12 février 1952 : François Arnal, Jean Michel Atlan, Jean-Marie Calmettes, Jules Chapoval, Denise Chesnay, Jean Degottex, Cicero Dias, Pierre Dmitrienko, René Duvillier, Roberta Gonzalez, Robert Lapoujade, Marcelle Loubchansky, Jean Messagier, Mehmed Devrim Nejad, James Pichette, Jean Pons, Bernard Quentin, Serge Rezvani, Fahr-el-Nissa Zeid[14].
- 1952 : « Rose de l’insulte », librairie-galerie La Hune, 170, Boulevard Saint-Germain à Paris. Marc Chagall, Jean Degottex, Jean Deyrolle, René Duvillier, Fahr-el-Nissa-Zeid, Roberta Gonzalez, Marcelle Loubchansky, Jean Messagier, Richard Mortensen, Mehmed Devrim Nejad, James Pichette, Serge Poliakoff, Marie Raymod, Hans Reichel.
- 1952 : « Marcel Duchamp ou la Joconde mise à nu », Salon d’octobre, salle André Baugé, 1952 [p. 40-42.]. Premier Salon d’octobre. Hommage à Marcel Duchamp et rétrospective Chapoval. Salle André Baugé[15].
- 1952 : « Young Painters of Ecole de Paris », à l’initiative du British Council, Édimbourg.
- 1952 : « Younger European Painters », Solomon Guggenheim Museum, New York.
- 1953 : « La coupe et l’épée » (Degottex, Loubchansky, Duvillier, Messagier), galerie À L’Étoile scellée, 11 rue du Pré-aux-Clercs à Paris, du 10 au 31 mars 1953. Texte de Charles Estienne.
- 1953 : « Nouvelles propositions du réel », galerie Craven, 5, rue des Beaux-Arts à Paris, avril 1953. (Arnal, Degottex, Duvillier, Fahr-el-Nissa Zeid, Loubchansky, Messagier, Ossorio).
- 1953 : deuxième Salon d’octobre. Hommage à Picabia, galerie Craven. 5 rue des Beaux-Arts à Paris, du 1er au 29 octobre 1953[16].
- 1954 Exposition collective : « Appel, Arnal, Bryen, Burri, Capogrossi, Dova, Dodeigne, Claire Falkenstein, Sam Francis, Ruth Francken, Gillet, Hartung, Hultberg, Kline, Loubchansky, Etienne Martin, Mathieu, Ossorio, Poliakoff, Pollock, Riopelle, Ronet, Sallès, Serpan, Soulages,  Tobey, Wols » ; Galerie Rive Droite, 82, rue du Faubourg Saint-Honoré, 5-30 octobre 1954.
- 1955 : ouverture de la librairie-galerie Kléber, 24, avenue Kléber à Paris, directeur : Jean Fournier. Seconde exposition (la première est une exposition de l’artiste Abidine en février 1955) : « Alice in Wonderland », du 1er au 22 mars (Bernard Childs, Corneille, Jean Degottex, René Duvillier, Fahr-el-Nissa Zeid, Roger-Edgar Gillet, Simon Hantaï, Jan Krizek, Marcelle Loubchansky, Wolfgang Paalen, Toyen,  Thanos Tsingos).
- 1955 : « Encres et aquarelles », librairie-galerie Kléber, 24, avenue Kléber à Paris, juin-septembre (Degottex, Duvillier, Krizek, Loubchansky). Chaque carton d’invitation au vernissage était orné d’une œuvre originale d’un des quatre artistes, une encre de couleurs ou une aquarelle non signée.
- 1955 : « Pérennité de l’Art Gaulois », musée pédagogique de Paris, présentation d’André Breton et texte de Charles Estienne.
- 1956 : Salon de Mai, musée d’Art moderne de la ville de Paris. Participe au même Salon en 1957, 1958, 1959, 1960, 1962, 1965, 1966, 1968.
- 1956 : « L’île de l’homme errant », librairie-galerie Kléber, 24, avenue Kléber à Paris, du 13 mars au 15 avril (Chagall, Compard, Degottex, Duvillier, Fahr-el-Nissa Zeid, Loubchansky, Toyen).
- 1958 : « Le vide et l’obscurité », présenté par Julien Alvard, galerie Kléber, 24, Avenue Kléber à Paris.
- 1960 : « Antagonismes », musée des arts décoratifs, Paris, février-mars 1960.
- 1960 : participe à l’exposition W.W.I.C., Londres.
- 1963 : « Le Surréalisme », galerie Charpentier, commissaire : Patrick Waldberg.
- 1966 : exposition « Nuagiste » organisée par Julien Alvard à la salines royale d’Arc-et-Senans (La civilisation des cimes ou Pourquoi nous combattons) avec Nasser Assar, Frédéric Benrath, Pierre Graziani, René Laubiès, Fernando Lerin.
- 1967 : « Dix ans de peinture vivante », Fondation Maeght, Saint-Paul-de-Vence, commissaire : François Wherlin.
- 1967 : « Une aventure dans l’art abstrait, 50-57 », musée Galliera, Paris, suivi d’une exposition itinérante aux musées de Brest, de Nantes, de Reims. Présentation de Michel Ragon.
- 1968 : « Le musée dans l’usine, Peter Stuyvesant Collection », Amsterdam, Stratford et Montréal (publication d'un catalogue).
- 1969 : participe au prix d’Europe, Kultureel Centrum Ostende, Belgique.
- 1973 : « Espace lyriques depuis 45 » (Geneviève Bonnefoi), CAC Abbaye de Beaulieu.
- 1974 : « Cenesthesic Art », exposition par Maryse Haerdi, galerie du Manoir, La-Chaux-de-Fonds, Suisse et université de Bâle (ILMAC).
- 1975 : « Certitude de l’incertain », collection du musée Cantini, Marseille, présentée par Marielle Latour.
- 1980 : « Autour d’une collection 1945-1980, Donation Geneviève Bonnefoi et les Amis de Beaulieu », abbaye de Beaulieu.
- 1985 : « La couleur », musée de Rennes, de Morlaix et de Saint-Malo avec le FRAC Bretagne.
- 1986 : « La Collection de Beaulieu », abbaye de Beaulieu.
- 1990 : « La Collection de Beaulieu-1945-1990, XXIe anniversaire du centre d’art contemporain », abbaye de Beaulieu-en-Rouergue.
- 2008 : « Les Nuagistes », collégiale Saint-André, Chartres, 5 juillet-31 août. Commissaires : Michel Calmon et Nadine Berthelier. Hôtel du département, Chartres, 4 juillet-5 septembre. Commissaire : Jean-Claude Lethiais (publication d’un catalogue conçu par Michel Calmon). Nasser Assar, Frédéric Benrath, Manuel Duque, René Duvillier, Pierre Graziani, René Laubiès, Fernando Lerin, Marcelle Loubchansky et Karl Godeg.
- 2011 : « L’Aventure de l’Art Abstrait, Charles Estienne, critique d’art des années 50 », musée des Beaux-Arts de Brest, commissaire : Françoise Daniel et Catherine Elkar, du 13 juillet au 7 novembre 2011.
- [Quand ?] : galerie Hervé Courtaigne, Paris. Expositions collectives.

## Œuvres dans les collections publiques
- Belgique
  - Bruxelles, musée royal d'Art moderne
- États-Unis
  - New York, musée Solomon R. Guggenheim
- France
  - Brest, musée des Beaux-Arts : Moby-Dick, 1956, huile sur toile[17]
  - Ginals, abbaye de Beaulieu-en-Rouergue
  - La Défense, Fonds national d’art contemporain
  - Marseille, musée Cantini
  - Nantes, musée des Beaux-Arts
  - Paris, musée d'art moderne de la ville de Paris
  - Paris, musée national d'art moderne, Centre Pompidou
  - Bordeaux, CAPC, musée d'art contemporain de Bordeaux
  - Paris, Centre national des arts plastiques (CNAP)
  - Saint-Etienne, Musée d'art moderne et contemporain, Saint-Etienne Métropole
  - Rennes, Fonds régional d'art contemporain de Bretagne (FRAC)
  - Trappes, CET[Quoi ?]